# Mallorquín pollencino

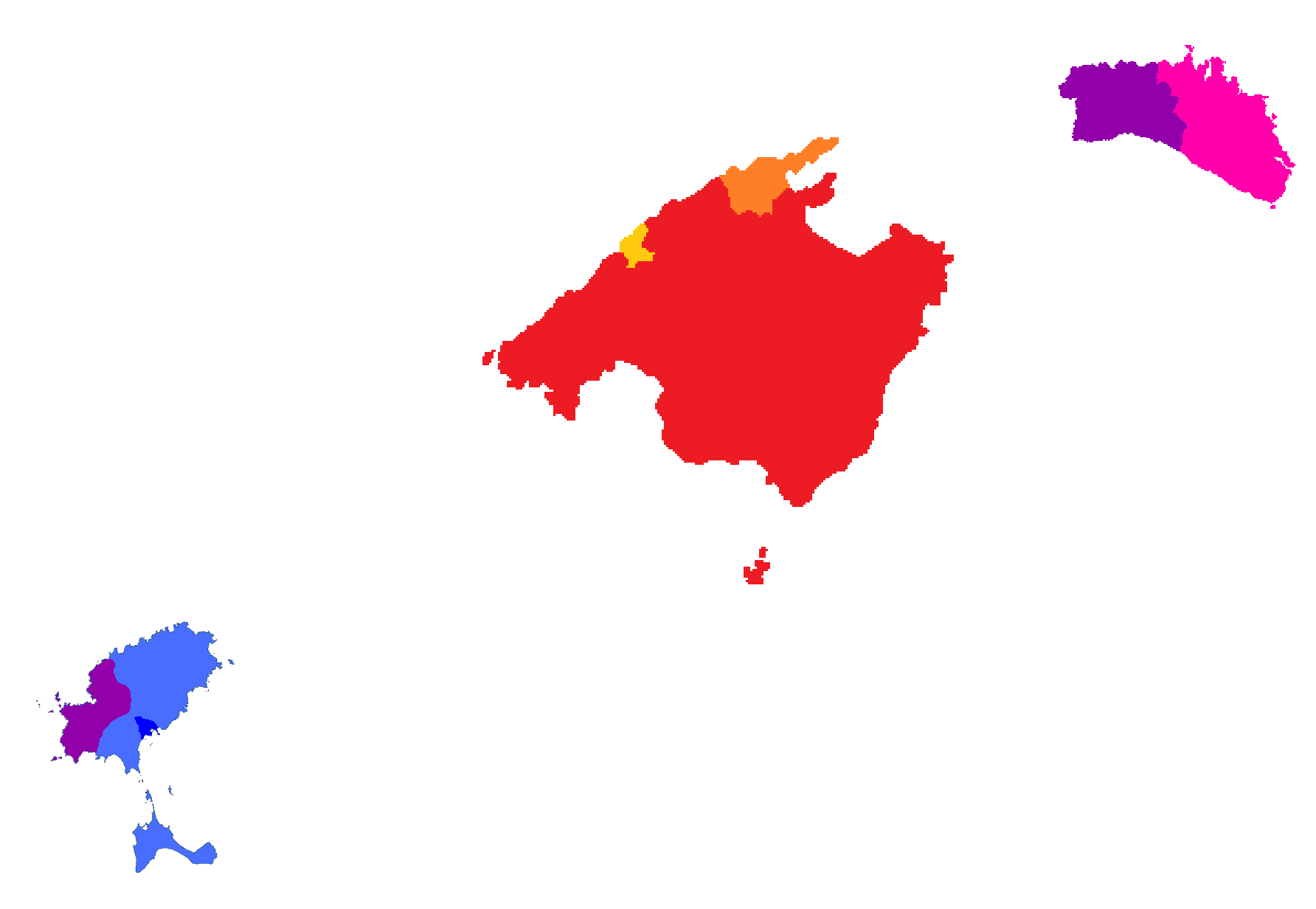
Variantes dialectales de las Islas Baleares.

El pollencino, o habla de Pollensa es un habla del mallorquín, un dialecto del catalán, usado en Pollensa, en el norte de Mallorca (Islas Baleares), que tiene como característica más peculiar que es el único habla balear en el que se utiliza el artículo literario, derivado del latín ILLU, en vez del artículo salado, procedente de IPSU.
Hay que remarcar que, al uso oral, el pollencino presenta la existencia de unas formas peculiares para el masculino, ejemplificadas en la tabla de abajo, seguramente producidas a partir de la semivocalización de la "l" típica del mallorquín ([əl] > [əw] > [u] "el", [əls] > [əws] > [us] (> [u]) "els"), y el mantenimiento de la variante contextual arcaica "lo" detrás de "con".
|          | Masculino + consonante                                                   | Masculino + vocal                     | Femenino + consonante                        | Femenino + vocal                               |
| -------- | ------------------------------------------------------------------------ | ------------------------------------- | -------------------------------------------- | ---------------------------------------------- |
| Singular | u el carro (el carro) [u 'caro]                                          | l l'home (el hombre) [l 'ɔmo]         | lə la cama (la pierna) [lə 'camə]            | l l'espatla (el hombro) [l əs'pallə]           |
| con...   | u/lo amb el carro (con el carro) [əmb u 'caro] [ən lo 'caro]             | l l'home (el hombre) [l 'ɔmo]         | lə la cama (la pierna) [lə 'camə]            | l l'espatla (el hombro) [l əs'pallə]           |
| Plural   | u els carros (los carros) [u 'caros]                                     | uz els homes (los hombres) [uz 'ɔmos] | ləs/ləz les cames (las piernas) [ləz 'caməs] | ləz les espatles (los hombros) [ləz əs'palləz] |
| con...   | u/los/loz amb els carros (con los carros) [əmb u 'caros] [ən los 'caros] | uz els homes (los hombres) [uz 'ɔmos] | ləs/ləz les cames (las piernas) [ləz 'caməs] | ləz les espatles (los hombros) [ləz əs'palləz] |

También es el único lugar del archipiélago balear donde se mantiene los sustantivos xic/a en vez de noi/a (chico/a)
Otro rasgo muy destacado del pollencino es la existencia de unos alófonos palatales, [c] y [ɟ], los fonemas velares  /k/ y /g/: [kuc] en vez de cuc (gusano), como otros pueblos de Mallorca.